# Trichonius bellus
Trichonius bellus är en skalbaggsart som beskrevs av Monné M. L. och Jose R.M. Mermudes 2008. Trichonius bellus ingår i släktet Trichonius och familjen långhorningar. Inga underarter finns listade i Catalogue of Life.